# Истон (Минесота)
Истон (енгл. Easton) град је у америчкој савезној држави Минесота.

## Демографија
По попису из 2010. године број становника је 199, што је 15 (-7,0%) становника мање него 2000. године.
| Група             | 2000.        | 2010.       |
| Белци             | 214 (100,0%) | 191 (96,0%) |
| Афроамериканци    | 0 (0,0%)     | 0 (0,0%)    |
| Азијати           | 0 (0,0%)     | 0 (0,0%)    |
| Хиспаноамериканци | 0 (0,0%)     | 8 (4,0%)    |
| Укупно            | 214          | 199         |